# Marcin Budkowski
Marcin Budkowski (ur. 23 kwietnia 1977 w Warszawie) – polski inżynier w serii wyścigów samochodowych Formuły 1, pełnił funkcję szefa departamentu technicznego FIA. W styczniu 2022 roku odszedł z teamu Alpine.

## Życiorys
Urodził się w Warszawie w 1977, ale w wieku pięciu lat wyjechał z Polski. Ukończył studia na École Polytechnique (gdzie został inżynierem aeronautyki ze specjalizacją aerodynamiki), École Supérieure d’Aéronautique oraz Imperial College London. W 2000 roku odbył pięciomiesięczny staż w dziale ds. aerodynamiki w firmie Peugeot.
W 2001 roku rozpoczął pracę w Prost Grand Prix. Po bankructwie tego zespołu, z rekomendacji dyrektora technicznego Prosta, Henriego Duranda, przeszedł do Ferrari, gdzie był członkiem załogi ds. CFD, a później kierownikiem oddziału odpowiedzialnego za testy w tunelu aerodynamicznym. W Ferrari pracował do 2007 roku włącznie.
W październiku 2007 roku przeszedł do McLarena, gdzie pracował jako starszy aerodynamik. W 2008 roku został liderem ds. aerodynamiki przytorowej, a latem 2009 roku – liderem projektu ds. rozwoju aerodynamicznego. W 2011 roku, po krytycznych uwagach Paddy'ego Lowe nt. McLarena MP4-26, udał się na kilkumiesięczny urlop, co spowodowało pogłoski, że Pat Fry chce sprowadzić Budkowskiego do Ferrari. Inżynier pozostał jednak w McLarenie, a w listopadzie 2012 roku objął stanowisko szefa ds. aerodynamiki. Współpracę z McLarenem zakończył w styczniu 2014 roku.
Następnie podjął pracę w FIA, gdzie pracował jako koordynator techniczny i sportowy. W marcu 2017 roku został szefem departamentu technicznego Federacji.
W styczniu 2021 został dyrektorem wykonawczym zespołu Renault Sport Formula One Team (pomimo oficjalnego sprzeciwu pozostałych ekip Formuły 1).
W latach 2023 i 2024 był stałym ekspertem Formuły 1 dla serwisu streamingowego Viaplay Polska a od 2025 roku został ekspertem Eleven Sports 

## Opinie
Nazywany „polskim Adrianem Neweyem”, został określony przez Joe Sawarda jako „jeden z najlepiej wykwalifikowanych inżynierów w Formule 1”. Andrzej Borowczyk, komentując awans Budkowskiego do rangi szefa ds. aerodynamiki powiedział, że „to wielka rzecz być szefem działu aerodynamiki w takim zespole jak McLaren”.